# Eine Perle Ewigkeit
Eine Perle Ewigkeit (Originaltitel: La teta asustada) ist ein peruanischer Spielfilm von Claudia Llosa aus dem Jahr 2009. Im Film arbeitet sie die peruanische Vergangenheit in den 1980er Jahren während des Bewaffneten Konflikts in Peru zwischen der Guerillaorganisation Sendero Luminoso („Leuchtender Pfad“) und dem Militär auf, als viele Frauen Vergewaltigungen erleiden mussten. Das Drama nahm als erster peruanischer Film an der Berlinale teil und gewann den Goldenen Bären. Der Film startete in den deutschen Kinos am 5. November 2009.

## Handlung
Die junge Frau Fausta wohnt mit ihrer Mutter und der Familie ihres Onkels in einem Armenviertel am Rand von Lima. Die traumatischen Erfahrungen ihrer Mutter, die als Schwangere im Bürgerkrieg zwischen der Guerillaorganisation „Sendero Luminoso“ und dem Militär vergewaltigt worden ist, hat sie „von innen mit angesehen“ und gleichsam mit der Muttermilch aufgenommen. Sie lebt in ständiger Angst vor sexuellen Übergriffen. Genau wie ihre Mutter singt Fausta selbst kreierte Lieder auf Quechua, wenn die Ängste hochkommen. Um sich vor Übergriffen zu schützen, hat sie sich eine Kartoffel in die Vagina eingeführt, die dort keimt und treibt.
Als ihre Mutter stirbt, muss sich Fausta alleine ihren Ängsten stellen. Ihr Onkel will die Mutter im Hof verscharren, doch Fausta möchte die Mutter nach Hause bringen; in die Provinz. Um das dafür nötige Geld zu verdienen, nimmt sie eine Arbeit als Hausangestellte bei der Komponistin Aída an. Langsam beginnt Fausta sich zu öffnen. Der Umgang mit Noé, dem Gärtner der Komponistin hilft ihr dabei. Doch erst der Zorn über die ungerechte Behandlung durch ihre Herrin führt dazu, dass Faustas Lebenswille endlich erwacht. Sie besorgt sich das Geld für die Reise in die Provinz. Sie lässt sich die Kartoffel operativ entfernen. Auf der Fahrt in die Provinz mit der toten Mutter auf der Ladefläche des Pritschenwagens, lässt sie am Meer anhalten, um ihre Mutter am Strand, mit Blick auf das Meer, zu begraben.

## Hintergrund
Die Hauptfigur des Films, Fausta, leidet an einer psychischen Krankheit, die als „Milch des Leids“ bezeichnet wird. Kinder, die als Ungeborene die Vergewaltigung ihrer Mutter miterleben mussten, nehmen deren traumatische Erfahrungen gleichsam mit der Muttermilch in sich auf – so die Volksmeinung, daher der Titel des Films „Die Milch des Leids“ (im Spanischen wörtlich: „La teta asustada“; Deutsch: Die erschrockene Brust). Als DVD kommt der Film unter dem Namen Eine Perle Ewigkeit auf den Markt.
Hauptdarstellerin Magaly Solier Romero wurde von Llosa 2006 auf dem Marktplatz von Huanta, einer Stadt in der Region Ayacucho, entdeckt. Bereits ihren ersten Film, Madeinusa, hatte sie Solier Romero auf den Leib geschrieben.
Die 2001 eingesetzte Kommission für Wahrheit und Versöhnung (Comisión de la Verdad y Reconciliación, CVR) hat für den Zeitraum zwischen 1980 und 2000 fast 70.000 ermordete Menschen, unzählige Vergewaltigungen, Entführungen und andere Menschenrechtsverletzungen verzeichnet im Bewaffneten Konflikt in Peru zwischen der maoistischen Guerillaorganisation „Leuchtender Pfad“ und der Staatsmacht unter den Präsidenten Fernando Belaúnde Terry (2. Amtszeit), Alan García (1. Amtszeit) und Alberto Fujimori.

## Kritik
Der Film wurde von Filmkritikern gemischt aufgenommen. Hervorgehoben wurde insbesondere die Leistung von Magaly Solier Romero, die von der taz gar bejubelt wurde. Laut Spiegel Online wird „[ihr] Gesicht zur Landschaft, zum Erfahrungsraum“. Ihre Schönheit banne den Zuschauer, weise ihn jedoch gleichzeitig zurück. Erst gegen Ende des Films, nach dem „schmerzhaften Weg der Selbstannahme“, scheine sich „etwas zu regen in dieser Maske“. Gleichzeitig wurde der Film als „spröde“ und „Herausforderung für den Kinogänger“ bewertet. Nach Einschätzung des Tagesspiegels ist der Film nicht politisch. Er begehe zudem nie den Fehler, sich „auf das Skurrile zu verlassen“; Faustas Vorkehrungen gegen Übergriffe erfahre man „fast nebenbei“. Das „ernste und wichtige Thema“ ruiniere der Film laut der Berliner Zeitung vollständig mit eben jener Vorkehrung, die als „aufdringliche bis alberne psychoanalytische Metaphorik“ abgetan wird.
Monate nach dem Erfolg in Berlin wurde Llosas Film als offizieller peruanischer Beitrag für die Nominierung um den Besten fremdsprachigen Film bei der Oscarverleihung 2010 präsentiert.

## Auszeichnungen
Neben dem Goldenen Bären und FIPRESCI-Preis der Filmfestspiele von Berlin gewann Eine Perle Ewigkeit 2009 die Film- und Darstellerpreise (jeweils für Magaly Solier Romero) des Mexikanischen Filmfestivals in Guadalajara und Lateinamerikanischen Filmfestivals in Lima. Auf dem Montréal Festival of New Cinema im Oktober 2009 vergaben die Quebecer Filmkritiker ihren Preis an Llosas Film, während Solier Romero erneut mit dem Darstellerpreis bedacht wurde. Beim 31. Internationalen Festival des Neuen Lateinamerikanischen Films in Havanna gewann der Film 2009 den Hauptpreis, die Große Koralle. 2010 wurde Eine Perle Ewigkeit für den Oscar in der Kategorie Bester fremdsprachiger Film nominiert.